# Starina (Zenica)
Pour les articles homonymes, voir Starina.
Starina (en cyrillique : Старина) est un village de Bosnie-Herzégovine. Il est situé sur le territoire de la ville de Zenica, dans le canton de Zenica-Doboj et dans la fédération de Bosnie-et-Herzégovine. Selon les premiers résultats du recensement bosnien de 2013, il compte 800 habitants.

## Géographie
Le village est situé au bord du Starinski potok, un affluent de la Bosna.

## Démographie

### Évolution historique de la population dans la localité
| 1948 | 1953 | 1961 | 1971 | 1981 | 1991 | 2013 |
| ---- | ---- | ---- | ---- | ---- | ---- | ---- |
| -    | -    | 481  | 619  | 687  | 734  | 800  |

|  |